# Casa Susanna (film)
Pour plus de détails, voir Fiche technique et Distribution.
Casa Susanna est un film français réalisé par Sébastien Lifshitz et sorti en 2022, et présenté pour la première fois au 79e Festival international du film de Venise en 2022,.

## Synopsis
Le documentaire retrace l'histoire de la Casa Susanna en utilisant des images d'archives, des clichés et les témoignages de deux femmes trans qui ont fréquenté le lieu (la militante Katherine Cummings, et Diana Merry-Shapiro (en)), de la fille de l'auteur de science fiction travesti Donald A. Wollheim, Betsy Wollheim (en), et de Gregory Bagarozy, dont la grand-mère Marie fut l'épouse de Susanna Valenti, la propriétaire de la Casa Susanna. 

## Fiche technique
- Titre : Casa Susanna
- Réalisation :  Sébastien Lifshitz
- Scénario : Sébastien Lifshitz
- Photographie : Paul Guilhaume
- Son : François Abdelnour
- Montage son : Fanny Martin[réf. nécessaire] et Jeanne Delplancq[réf. nécessaire]
- Mixage : Daniel Sobrino
- Montage : Tina Baz
- Production : Agat Films & Cie - Ex Nihilo
- Pays de production :  France
- Genre : documentaire
- Durée : 97 minutes
- Dates de sortie : 
  - Italie : 31 août 2022 (Mostra de Venise)
  - France : 25 janvier 2023

## Distinctions

### Récompenses
- Grand prix du jury au festival Doc NYC 2022
- Meilleur documentaire au festival LesGaiCineMad 2022

## Sélections
- Mostra de Venise 2022
- Festival international du film de Toronto 2022
- Visions du réel 2023